# Li Hang (snooker)
Dans ce nom chinois, le nom de famille, Li, précède le nom personnel Hang.
Li Hang (mandarin: 李行 ; pinyin : Lǐ Háng), né le 4 octobre 1990 à Jinzhou (Chine) est un joueur de snooker chinois, professionnel de 2008 à 2010, puis de 2013 à 2023.  
Sa carrière est principalement marquée par une place de finaliste à l'Open de Zhengzhou 2012, un tournoi mineur. Dans les tournois classés, il a réalisé deux demi-finales.  
En juin 2023, il est banni à vie de toutes compétitions professionnelles de snooker pour avoir truqué des matchs de snooker, incité d'autres joueurs à truquer leurs matchs, parié sur des matchs de snooker et tenté de dissimuler des éléments pour rendre plus difficile l'enquête menée par sa fédération.

## Carrière
En 2012, en tant que joueur amateur, il dispute la finale de l'Open de Zhengzhou (troisième épreuve du championnat du circuit des joueurs asiatiques), finale qu'il perd contre Stuart Bingham au terme d'une manche décisive (4-3), après avoir mené 3-1. Malgré la défaite, cette performance est doublement importante pour la carrière de Li Hang. Elle lui permet d'abord de se qualifier pour l'épreuve finale du championnat du circuit des joueurs 2012-2013, où il est battu au premier tour contre Barry Hawkins. Surtout, elle lui offre une place sur le circuit mondial de snooker pour les deux prochaines saisons, lui qui avait déjà connu une brève période sur le circuit principal, de 2008 à 2010.  
Li Hang se distingue à nouveau en 2017 lorsqu'il rejoint la demi-finale au championnat de Chine, son meilleur résultat dans un tournoi comptant pour le classement. Il y réalise un parcours remarquable, éliminant Neil Robertson, Michael White et Matthew Stevens, tous trois dans la manche décisive. Il s'incline ensuite contre le Belge Luca Brecel, à l'issue d'une nouvelle partie décisive. Le Chinois dispute à nouveau la demi-finale d'un tournoi classé lors de l'Open d'Écosse 2020. Il y bat au passage Stuart Bingham et Judd Trump (sur la dernière manche) avant de tomber contre Ronnie O'Sullivan après une rencontre accrochée (6-4). 

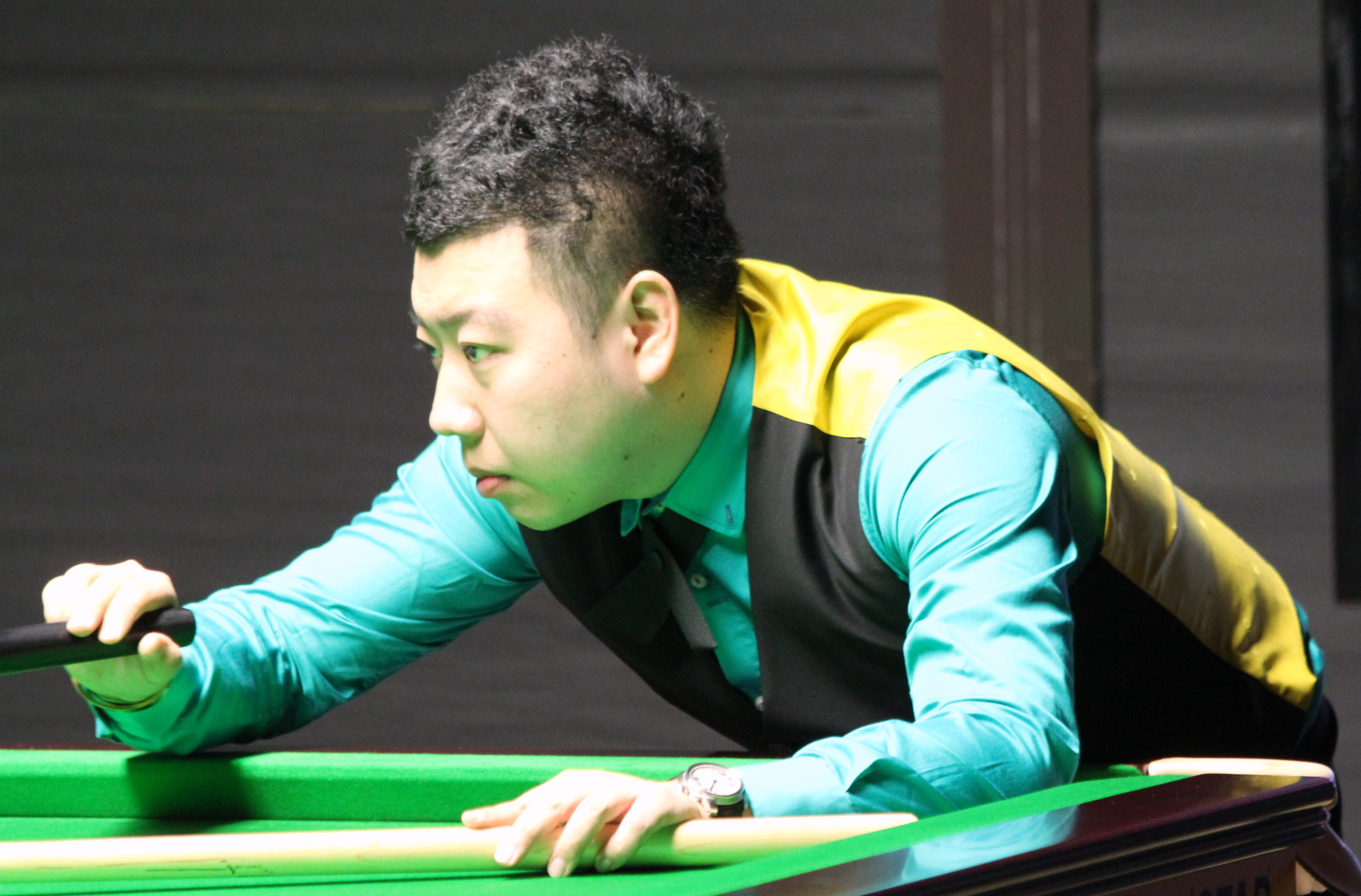
Li Hang, 2016

Li compte plusieurs autres quarts de finale dans des tournois comptant pour le classement ; cette régularité lui a permis d'atteindre la 28e place mondiale en avril 2019, ce qui est son meilleur classement. D'ailleurs, sa seule qualification au championnat du monde de snooker s'est produite en 2019 mais il a été lourdement battu contre Barry Hawkins, dès son premier match, 10 manches à 1.   
Dans les tournois ne comptant pas pour le classement, il a perdu trois fois en finale de l'Open de Haining, dont deux fois consécutives. Sur le circuit amateur, il a aussi été finaliste au championnat du monde des moins de 21 ans. Li Hang n'a jamais remporté de tournois. 
Suspendu car accusé d'être mêlé à une affaire de matchs truqués, il est finalement radié à vie du monde du snooker professionnel en juin 2023. 

## Palmarès
| Légende | Catégorie                      | Titres                         | Finales                        |
|         | Tournois classés               | 0                              | 0                              |
|         | Tournois classés mineurs       | 0                              | 1                              |
|         | Tournois non classés           | 0                              | 3                              |
|         | Tournois amateurs              | 1                              | 1                              |
| Gras    | Tournois de la triple couronne | Tournois de la triple couronne | Tournois de la triple couronne |

### Titres
| Saison | Nom du tournoi                         | Lieu   | Finaliste | Score | Tableau |
| 2008   | Championnat d'Asie des moins de 21 ans | Yangon | Li Yuan   | 6-1   |         |

### Finales
| Saison    | Nom du tournoi                                   | Lieu        | Finaliste          | Score | Tableau |
| 2010      | Championnat du monde amateur des moins de 21 ans | Letterkenny | Sam Craigie        | 8-9   |         |
| 2012-2013 | Open de Zhengzhou                                | Zhengzhou   | Stuart Bingham     | 3-4   | Tableau |
| 2016-2017 | Open de Haining                                  | Haining     | Matthew Selt       | 3-5   | Tableau |
| 2018-2019 | Open de Haining (2)                              | Haining     | Mark Selby         | 4-5   | Tableau |
| 2019-2020 | Open de Haining (3)                              | Haining     | Thepchaiya Un-Nooh | 3-5   | Tableau |